# Saint-Martin-de-Cenilly
Saint-Martin-de-Cenilly és un municipi francès situat al departament de la Manche i a la regió de Normandia. L'any 2007 tenia 213 habitants.

## Demografia

### Població
El 2007 la població de fet de Saint-Martin-de-Cenilly era de 213 persones. Hi havia 80 famílies de les quals 20 eren unipersonals (8 homes vivint sols i 12 dones vivint soles), 24 parelles sense fills, 32 parelles amb fills i 4 famílies monoparentals amb fills.
La població ha evolucionat segons el següent gràfic:
Habitants censats

### Habitatges
El 2007 hi havia 108 habitatges, 81 eren l'habitatge principal de la família, 20 eren segones residències i 7 estaven desocupats. Tots els 108 habitatges eren cases. Dels 81 habitatges principals, 58 estaven ocupats pels seus propietaris, 22 estaven llogats i ocupats pels llogaters i 1 estava cedit a títol gratuït; 5 tenien tres cambres, 23 en tenien quatre i 53 en tenien cinc o més. 74 habitatges disposaven pel capbaix d'una plaça de pàrquing. A 36 habitatges hi havia un automòbil i a 41 n'hi havia dos o més.

### Piràmide de població
La piràmide de població per edats i sexe el 2009 era:
| Homes | Edats   | Dones |
| ----- | ------- | ----- |
| 0     | 95 o +  | 0     |
| 0     | 90 a 94 | 0     |
| 0     | 85 a 89 | 0     |
| 0     | 80 a 84 | 0     |
| 4     | 75 a 79 | 8     |
| 12    | 70 a 74 | 4     |
| 8     | 65 a 69 | 16    |
| 0     | 60 a 64 | 0     |
| 8     | 55 a 59 | 0     |
| 0     | 50 a 54 | 8     |
| 12    | 45 a 49 | 4     |
| 8     | 40 a 44 | 4     |
| 4     | 35 a 39 | 8     |
| 12    | 30 a 34 | 4     |
| 12    | 25 a 29 | 0     |
| 0     | 20 a 24 | 8     |
| 0     | 15 a 19 | 8     |
| 4     | 10 a 14 | 8     |
| 8     | 5 a 9   | 8     |
| 4     | 0 a 4   | 0     |

## Economia
El 2007 la població en edat de treballar era de 136 persones, 98 eren actives i 38 eren inactives. De les 98 persones actives 91 estaven ocupades (57 homes i 34 dones) i 7 estaven aturades (2 homes i 5 dones). De les 38 persones inactives 8 estaven jubilades, 15 estaven estudiant i 15 estaven classificades com a «altres inactius».

### Ingressos
El 2009 a Saint-Martin-de-Cenilly hi havia 81 unitats fiscals que integraven 207 persones, la mediana anual d'ingressos fiscals per persona era de 15.212 €.

### Activitats econòmiques
Dels 4 establiments que hi havia el 2007, 1 era d'una empresa de fabricació d'altres productes industrials, 1 d'una empresa de construcció, 1 d'una empresa de comerç i reparació d'automòbils i 1 d'una empresa classificada com a «altres activitats de serveis».
L'únic servei als particulars que hi havia el 2009 era una lampisteria.
L'any 2000 a Saint-Martin-de-Cenilly hi havia 22 explotacions agrícoles que ocupaven un total de 754 hectàrees.

## Poblacions més properes
El següent diagrama mostra les poblacions més properes.